# Шанкар, Рамсевак
Рамсевак Шанкар (нидерл. Ramsewak Shankar; род. 6 ноября 1937, Парамарибо, Суринам) — политик Суринама. Занимал должность президента Суринама в 1988—1990 годах.

## Биография
Родился 6 ноября 1937 года в Парамарибо. В 1990 году Шанкар был свергнут в результате бескровного военного переворота во главе с лейтенантом Иваном Граногстом. Новым президентом страны военная хунта назначила Йоханнеса Самуэля Петруса Краага.